# Barbara Di Bartolo
Barbara Di Bartolo (Roma, 12 marzo 1975) è un'attrice italiana.

## Biografia
Ha esordito adolescente nel 1992 nel cinema in Nessuno di F. Calogero e in tv nel cast fisso della prima soap targata Mediaset Camilla, regia C. Nistri. Ma era già apparsa un paio di anni prima in alcuni spot pubblicitari e nel videoclip di Claudio Baglioni Dagli il via di cui è protagonista.
È stata testimonial di importanti campagne pubblicitarie internazionali diretta negli anni da registi come Gabriele Salvatores, Jean-Jacques Annaud e Alessandro D'Alatri.
Studia canto, recitazione e danza privatamente e frequenta numerosi stage con Susan Strasberg dell'Actors Studio, Paola Quattrini e Lorenzo Salveti, Ferruccio Soleri e Alan Whoodhouse (Guildhall School di Londra).
Ha avuto ruoli di rilievo nella fiction televisiva come La squadra II serie (Rai 3) nel ruolo di Miriam Russo, in tre serie de Il bello delle donne (Canale 5) a fianco di Virna Lisi di cui interpreta la figlia Ludovica Spadoni, in due serie di Casa famiglia (Rai 1) con Massimo Dapporto nel ruolo di Daniela Manzi.
È stata co-protagonista insieme a Luca Laurenti della sit-com Don Luca nel ruolo di Chiara, ragazza-madre (Canale 5).
E in Un posto al sole X nel 2006 è subentrata al posto di Eleonora Palladini nel ruolo di Chiara Reali, personaggio intenso e duplice che si presenta al pubblico nelle falsi vesti di Laura la segretaria di Ferri per poi divenirne la partner.
Nel musical ha debuttato come cantante e performer nel 1998 come co-protagonista accanto a Massimo Ranieri nel musical di Gianni Togni e Guido Morra Hollywood - Ritratto di un divo per la regia di Giuseppe Patroni Griffi .
Nel 2001 vince una borsa di studio per corsi di perfezionamento per attori presso il Teatro Eliseo di Roma per il progetto del regista Marco Carniti de La Nuova Compagnia di Giovani dell'Eliseo a seguito del quale il regista le assegna il ruolo di Rosalina nella commedia cantata Pene d'amor perdute di W.Shakespeare .
Nel 2003 è co-protagonista accanto a Franca Valeri ne Il giuocatore di Goldoni regia di Giuseppe Patroni Griffi prodotto dal Teatro Eliseo di Roma.
Nel 2014 interpreta la madre di Papa Giovanni Paolo II nel musical Karol Wojtyla, la vera storia per la regia di Duccio Forzano e le musiche di Noa.
Nel 2016 è in Rapunzel il musical scritto e diretto da Maurizio Colombi, con musiche di D. Magnabosco, A. Procacci e P. Barillari e prodotto dal Teatro Brancaccio di Roma.

## Teatro
- Accendiamo la lampada musical (1989), regia di Franca Calò
- La calzolaia ammirevole (1993), regia di Massimiliano Milesi
- Uccidiamo il raggio di luna (1993), regia di Bindo Toscani
- Il golpe delle coscienze (1994), regia di Massimiliano Milesi
- Gli amanti valgono per quello che si lasciano (1994), regia di Massimiliano Milesi
- Questa sera si recita a soggetto (1995/1996/1997), regia di Giuseppe Patroni Griffi, con Alida Valli
- Faide (1997), regia di R.Rigillo
- Hollywood - Ritratto di un divo (1998/1999/2000), musical di Gianni Togni e Guido Morra, regia di Giuseppe Patroni Griffi
- Psichosis delle 4:48 (2001), regia di M.Carniti
- Cinque giorni molto caldi (2001), regia di A.Mistichelli
- Pene d'amore perdute (2001/2002), regia di Marco Carniti
- La bisbetica domata (2002), regia di Marco Carniti
- Che fine ha fatto Cenerentola? (2003), musical con regia di Enrico Maria Lamanna
- Amore di tango (2004), regia di Lindsay Kemp
- Il giuocatore (2004/2005), regia di Giuseppe Patroni Griffi, con Franca Valeri
- Come vi piace di W.Shakespeare (2012), brani cantati di Arturo Annecchino, regia di Marco Carniti
- Karol Wojtyla la vera storia (2011), musical con regia di Duccio Forzano musiche di Noa
- Rapunzel Il Musical (2015-2016), regia di Maurizio Colombi con Lorella Cuccarini

## Filmografia

### Cinema
- Nessuno, regia di Francesco Calogero (1992)
- La tartaruga - cortometraggio, regia di Claudio Carafoli (2001)
- Sogni - cortometraggio, regia di Giovanni Giacobelli (2003)
- Brothers - cortometraggio, regia di Andres Arce Maldonado (2005)
- The Tormented, regia di Tim Pikett (2019)

### Televisione
- Camilla, parlami d'amore - serie TV, 16 episodi (1992)
- Una donna per amico - serie TV, episodio 1x02 (1998)
- Don Luca - serie TV, 12 episodi (2001)
- La squadra - serie TV, 15 episodi (2001-2002)
- Casa famiglia - serie TV, 5 episodi (2001-2003)
- Il bello delle donne - serie TV, 6 episodi (2001-2002)
- Il maresciallo Rocca - serie TV, episodio 4x03 (2003)
- Con le unghie e con i denti - miniserie TV, regia di Pier Francesco Pingitore (2004)
- Un posto al sole - soap opera, 53 puntate (2005-2006)
- Don Matteo  - serie TV, episodio 8x06 (2011)